# Amegilla bombiformis
Amegilla bombiformis es una especie de abeja excavadora perteneciente al género Amegilla, categorizada en la tribu Anthophorini, de la subfamilia Apinae. Fue descrita científicamente por el entomólogo inglés Frederick Smith en 1854.
Mide entre 15-20 mm de longitud. Cuenta con bandas oscuras en la parte del abdomen, el pelaje y las alas son marrones.

## Distribución
Se distribuye por Oceanía, en Nueva Guinea, Papúa Nueva Guinea, Australia, en Queensland y Nueva Gales del Sur.